# Alphitonia zizyphoides
Alphitonia zizyphoides är en brakvedsväxtart som beskrevs av Asa Gray. Alphitonia zizyphoides ingår i släktet Alphitonia och familjen brakvedsväxter. Inga underarter finns listade i Catalogue of Life.